# Rogóźno (gmina)
Rogóźno – gmina wiejska w województwie kujawsko-pomorskim, w powiecie grudziądzkim. W latach 1975–1998 gmina położona była w województwie toruńskim.
Siedzibą gminy jest Rogóźno.
Według danych z 30 czerwca 2004 gminę zamieszkiwało 4076 osób.

## Struktura powierzchni
Według danych z roku 2005 gmina Rogóźno ma obszar 115,74 km², w tym:
- użytki rolne: 61%
- użytki leśne: 32%

Gmina stanowi 15,89% powierzchni powiatu.

## Ochrona przyrody
Na terenie gminy znajdują się 3 rezerwaty przyrody:
- część Rezerwatu przyrody Dolina Osy – krajobrazowy, chroni system przyrodniczy doliny Osy
- Rezerwat przyrody Jamy – leśny, chroni fragmenty buczyny pomorskiej i zbiorowisk grądowych
- Rezerwat przyrody Rogóźno Zamek – leśny, chroni fragment wielogatunkowego lasu liściastego o charakterze naturalnym z udziałem jarzębu brekinii.

Na zboczu Kępy Fortecznej zlokalizowane są dwie jaskinie: Jaskinia Klonowa i Jaskinia Pod Wierzbą.

## Demografia

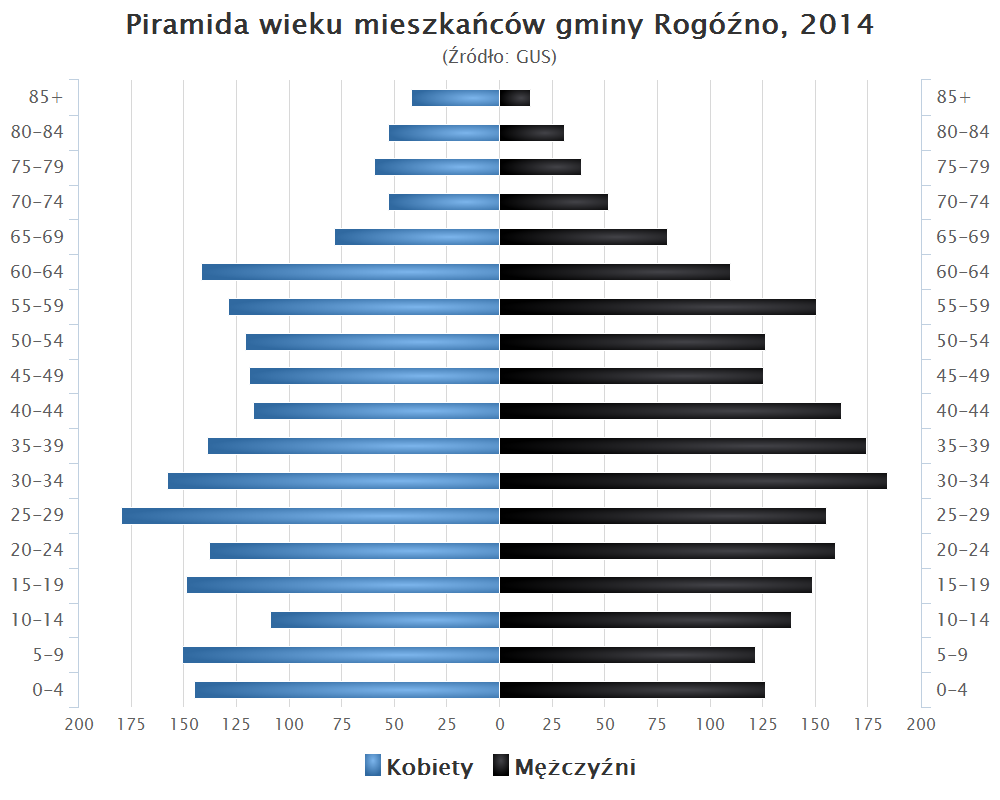
Piramida wieku mieszkańców gminy Rogóźno w 2014 roku

Dane z 30 czerwca 2004:
| Opis                              | Ogółem | Ogółem | Kobiety | Kobiety | Mężczyźni | Mężczyźni |
| --------------------------------- | ------ | ------ | ------- | ------- | --------- | --------- |
| jednostka                         | osób   | %      | osób    | %       | osób      | %         |
| populacja                         | 4076   | 100    | 1990    | 48,8    | 2086      | 51,2      |
| gęstość zaludnienia (mieszk./km²) | 35,2   | 35,2   | 17,2    | 17,2    | 18        | 18        |

## Zabytki
Wykaz zarejestrowanych zabytków nieruchomych na terenie gminy:
- kościół filialny pod wezwaniem Podwyższenia Krzyża św. z pierwszej połowy XIV w. w Gubinach, nr A/207 z 13.07.1936 roku
- kościół parafii pod wezwaniem św. Wojciecha z początku XIV w. w Rogóźno, nr A/202 z 13.07.1936 roku
- zespół zamkowy z XIII–XIX w. w miejscowości Rogóźno-Zamek, obejmujący: ruiny zamku (ze wzgórzem) z ok. 1280–1333 roku; dwór ze skrzydłem, tzw. „Bramą Łasińską” z ok. połowy XIX w.; oficynę z XIX w.; czworak z XVIII w.; stajnię z 1885; stodołę z XIV w.
- drewniany kościół parafii pod wezwaniem św. Bartłomieja z XVIII w. wraz z cmentarzem przykościelnym w Szembruku, nr A/675/1-2 z 05.04.1996 roku
- zespół dworski z końca XIX w. w Szembruku, obejmujący: dwór; pozostałości parku, nr 590 z 14.06.1989 roku.

Chorągiew wójtostwa i miasta Rogóźna

- Banderia Prutenorum

## Sołectwa
Białochowo, Budy, Bukowiec, Gubiny, Kłódka, Rogóźno, Rogóźno-Zamek, Skurgwy, Szembruczek, Szembruk, Zarośle.

## Transport drogowy
Drogi przebiegające przez teren gminy
- S16 16 (Dolna Grupa – Grudziądz – Rogóźno-Zamek – Łasin – Iława – Olsztyn – Ełk – Augustów – Ogrodniki granica państwa  z Litwą )
- 535 (Rogóźno-Zamek – Rogóźno – Rogóźno Pomorskie)

## Transport kolejowy
- 207 (Toruń Wschodni – Grudziądz – Rogóźno Pomorskie – Malbork)

## Sąsiednie gminy
Gardeja, Grudziądz, Grudziądz (miasto), Gruta, Łasin, Sadlinki